# Reginaldo Migliorança
Trwa dyskusja nad usunięciem tego biogramu, kliknij i weź w niej udział.
Reginaldo Migliorança (ur. 1962) – dentysta z Campinas, São Paulo, Brazylia.
Migliorança był tym, który wprowadził technikę poza zatokową (lub technikę chirurgiczną poza szczęką lub technikę implantów jarzmowych eksternalizowanych) do umieszczania implantów jarzmowych w szczęce, jako alternatywę dla techniki wewnątrz zatokowej opisanej przez Per Ingvara Brånemarka w 1998 roku. Technikę tę Migliorança opisał w publikacji ze stycznia 2006 roku, a w 2007 roku opublikowano artykuł opisujący obserwację 75 pacjentów leczonych tą techniką w jego klinice w latach 2003–2006.
Oryginalna technika Migliorança z 2003 roku została następnie wdrożona przez innych chirurgów w wielu innych krajach, np. w Polsce, Portugalii, Włoszech, Hiszpanii, Izraelu, Chinach, Indiach i USA.